# Кубок Росії з футболу 1999—2000
Кубок Росії з футболу 1999–2000 — 8-й розіграш кубкового футбольного турніру в Росії. Титул втретє здобув Локомотив (Москва).

## Календар
| Раунд           | Дата                                | Матчі | Клуби     |
| --------------- | ----------------------------------- | ----- | --------- |
| Перший раунд    | 25-29 квітня 1999                   | 19    | 136 → 117 |
| Другий раунд    | 7-9 травня 1999                     | 39    | 117 → 78  |
| Третій раунд    | 21-26 травня 1999                   | 20    | 78 → 58   |
| Четвертий раунд | 6-7 червня 1999                     | 10    | 58 → 48   |
| П'ятий раунд    | 28 червня 1999                      | 16    | 48 → 32   |
| 1/16 фіналу     | 18 липня - 30 жовтня 1999           | 16    | 32 → 16   |
| 1/8 фіналу      | 13 листопада 1999 - 21 березня 2000 | 8     | 16 → 8    |
| 1/4 фіналу      | 4-12 квітня 2000                    | 4     | 8 → 4     |
| 1/2 фіналу      | 3-4 травня 2000                     | 2     | 4 → 2     |
| Фінал           | 21 травня 2000                      | 1     | 2 → 1     |

## 1/16 фіналу
| Команда 1                       | Рахунок         | Команда 2                   |
| ------------------------------- | --------------- | --------------------------- |
| 18 липня 1999                   |                 |                             |
| Лада-Тольятті-ВАЗ (3)           | 0:2             | Спартак (Москва)            |
| 12 жовтня 1999                  |                 |                             |
| Амкар (2)                       | 2:2 дч пен. 4:5 | Ротор (Волгоград)           |
| Анжі (2)                        | 3:1             | Торпедо (Москва)            |
| Арсенал (Тула) (2)              | 1:3             | Сатурн                      |
| Газовик-Газпром (Іжевськ) (2)   | 2:1             | Зеніт                       |
| Динамо (Ставрополь) (2)         | 2:1             | Чорноморець (Новоросійськ)  |
| Локомотив (Санкт-Петербург) (2) | 1:5             | Локомотив (Москва)          |
| Локомотив (Чита) (2)            | 0:1             | Уралан                      |
| Металург (Липецьк) (2)          | 1:0             | Аланія (Владикавказ)        |
| Мосенерго (3)                   | 0:0 дч пен. 5:6 | Динамо (Москва)             |
| Сокіл (Саратов) (2)             | 1:0             | Шинник                      |
| Спартак (Нальчик) (2)           | 4:0             | Жемчужина (Сочі)            |
| Спартак-Чукотка (Москва) (3)    | 1:0             | Локомотив (Нижній Новгород) |
| Том (2)                         | 0:5             | ЦСКА                        |
| Факел (Воронеж) (2)             | 3:2             | Ростсільмаш                 |
| 30 жовтня 1999                  |                 |                             |
| Балтика (2)                     | 2:0             | Крила Рад                   |

## 1/8 фіналу
| Команда 1              | Рахунок | Команда 2                     |
| ---------------------- | ------- | ----------------------------- |
| 13 листопада 1999      |         |                               |
| Анжі (2)               | 2:0     | Газовик-Газпром (Іжевськ) (2) |
| Локомотив (Москва)     | 2:1     | Балтика (2)                   |
| Металург (Липецьк) (2) | 4:0     | Динамо (Ставрополь) (2)       |
| Уралан                 | 3:0     | Факел (Воронеж) (2)           |
| ЦСКА                   | 3:0     | Спартак-Чукотка (Москва) (3)  |
| 14 листопада 1999      |         |                               |
| Динамо (Москва)        | 1:0 дч  | Спартак (Нальчик) (2)         |
| 21 березня 2000        |         |                               |
| Сокіл (Саратов) (2)    | 0:1 дч  | Спартак (Москва)              |
| Ротор (Волгоград)      | 0:1     | Сатурн                        |

## 1/4 фіналу
| Команда 1              | Рахунок      | Команда 2          |
| ---------------------- | ------------ | ------------------ |
| 4 квітня 2000          |              |                    |
| Спартак (Москва)       | 1:0          | Сатурн             |
| 5 квітня 2000          |              |                    |
| Металург (Липецьк) (2) | 1:2          | Локомотив (Москва) |
| 11 квітня 2000         |              |                    |
| Анжі                   | 1:1 пен. 3:5 | ЦСКА               |
| 12 квітня 2000         |              |                    |
| Уралан                 | 1:0          | Динамо (Москва)    |

## 1/2 фіналу
| Команда 1     | Рахунок | Команда 2          |
| ------------- | ------- | ------------------ |
| 3 травня 2000 |         |                    |
| Уралан        | 1:4 дч  | Локомотив (Москва) |
| 4 травня 2000 |         |                    |
| ЦСКА          | 3:1     | Спартак (Москва)   |

## Фінал
| 21 травня 2000 |

| Локомотив (Москва)                   | 3:2 дч   | ЦСКА                     |
| ------------------------------------ | -------- | ------------------------ |
| Євсєєв 41' Буликін 96' Цимбалар 113' | Протокол | Семак 32' Корнаухов 120' |

| Динамо, Москва Глядачів: 26 000 Арбітр: Микола Левников |